# My Mamma Said
My Mamma Said è un singolo del gruppo musicale bubblegum pop Aqua, pubblicato nel novembre 2009 dall'etichetta discografica Universal.
La canzone è stata scritta da Søren Rasted e Lene Nystrøm ed è stata estratta come secondo singolo dalla raccolta Greatest Hits.

## Concepimento e composizione
Atipica traccia degli Aqua, My Mamma Said ha a che fare con le emozioni e considerazioni sulla morte della madre del personaggio che parla in prima persona. Gli strumenti dominanti dell'intera composizione sono il pianoforte ed il violoncello. Nystrøm, la voce principale, incarna la reazione emotiva e psicologica che la morte della madre ha causato, mentre René Dif rappresenta la controparte filosofica e scientifica del terribile avvenimento.

## Video
Il video è stato diretto da Rasmus Laumann e venne pubblicato il 23 ottobre 2009. La scena si svolge in gran parte in un'unica stanza con il pavimento ricoperto di foglie secche, dove i quattro membri degli Aqua siedono attorno ad un tavolo. A parte il colore delle foglie, i colori dominanti sono il bianco e il nero.

## Tracce
1. My Mamma Said – 3:38

## Successo commerciale
Ha riscosso un buon successo in Danimarca, restando il classifica per diciassette settimane e raggiungendo la quarta posizione.

## Classifiche
| Classifica | Posizione |
| ---------- | --------- |
| Danimarca  | 4         |